# Astragalus contortuplicatus
Astragalus contortuplicatus är en ärtväxtart som beskrevs av Carl von Linné. Astragalus contortuplicatus ingår i släktet vedlar, och familjen ärtväxter. Inga underarter finns listade i Catalogue of Life.